# Трезор Мпуту
Трезор Мпуту Мабі (фр. Trésor Mputu Mabi, нар. 10 грудня 1985, Кіншаса) — конголезький футболіст, півзахисник клубу «ТП Мазембе» і національної збірної Демократичної Республіки Конго.

## Клубна кар'єра
У дорослому футболі дебютував 2002 року виступами за команду «ТП Мазембе», в якій провів дванадцять сезонів, взявши участь у 222 матчах чемпіонату. У складі «ТП Мазембе» був одним з головних бомбардирів команди, маючи середню результативність на рівні 0,69 гола за гру першості. За цей час шість разів вигравав національну футбольну першість ДР Конго.
Протягом 2014—2015 років грав в Анголі, де захищав кольори клубу «Кабушкорп».
2016 року 30-річний гравець повернувся до «ТП Мазембе».

## Виступи за збірну
2004 року дебютував в офіційних матчах у складі національної збірної ДР Конго.
У складі збірної був учасником Кубка африканських націй 2006 року в Єгипті, Кубка африканських націй 2013 року в ПАР та Кубка африканських націй 2019 року, що знову проходив у Єгипті.

## Титули і досягнення
- Переможець Чемпіонату африканських націй: 2009